# Handball-Bundesliga 1972/73
Die Saison 1972/73 der Handball-Bundesliga ist die siebente der zweigleisigen Spielzeiten in ihrer Geschichte.

## Saisonverlauf
16 Mannschaften spielten in zwei Staffeln zu je acht Mannschaften um die deutsche Meisterschaft 1973. Dem Spiel um die Meisterschaft ist seit der Saison 1969/70 ein Halbfinale vorgeschaltet, für das sich die Tabellenersten und -zweiten der Staffeln Nord und Süd nach dem 14. Spieltag qualifizierten. Die Sieger aus den Halbfinalbegegnungen traten in einem Finale gegeneinander an. Der Gewinner ist Deutscher Meister 1973. Aufsteiger zur neuen Saison waren der TV 05/07 Hüttenberg und der TV Grambke Bremen.
Deutscher Meister 1973 wurde zum vierten Mal in der Vereinsgeschichte die Mannschaft von VfL Gummersbach, die im Finale den Titelverteidiger und Gewinner der Staffel Süd, Frisch Auf Göppingen, besiegte. Absteigen mussten die Spvgg 1887 Möhringen und der THW Kiel.

## Statistiken

### Abschlusstabellen

#### Staffel Nord
| Rang | Verein                  | Sp. | S  | U | N  | Tore    | Diff. | Punkte |
| ---- | ----------------------- | --- | -- | - | -- | ------- | ----- | ------ |
| 1.   | VfL Gummersbach         | 14  | 11 | 2 | 1  | 248:202 | +46   | 24:40  |
| 2.   | TSV Grün-Weiß Dankersen | 14  | 11 | 1 | 2  | 227:168 | +59   | 23:50  |
| 3.   | VfL Bad Schwartau       | 14  | 7  | 1 | 6  | 200:211 | −11   | 15:13  |
| 4.   | TuS 05 Wellinghofen     | 14  | 6  | 1 | 7  | 194:198 | −4    | 13:15  |
| 5.   | SC Phönix Essen         | 14  | 5  | 1 | 8  | 232:241 | −9    | 11:17  |
| 6.   | Hamburger SV            | 14  | 5  | 1 | 8  | 194:211 | −17   | 11:17  |
| 7.   | TV Grambke Bremen (A)   | 14  | 4  | 2 | 8  | 232:263 | −31   | 10:18  |
| 8.   | THW Kiel                | 14  | 2  | 1 | 11 | 183:216 | −33   | 05:23  |

##### Kreuztabelle
Die Kreuztabelle stellt die Ergebnisse der Spiele der Staffel Nord dieser Saison dar.
Die Heimmannschaft ist in der linken Spalte, die Gastmannschaft in der oberen Zeile aufgelistet.
| Bundesliga 1972/73 Staffel Nord | VfL Gummersbach | TSV Grün-Weiß Dankersen | VfL Bad Schwartau | TuS 05 Wellinghofen | SC Phönix Essen 1920 | Hamburger SV | TV Grambke Bremen | THW Kiel |
| ------------------------------- | --------------- | ----------------------- | ----------------- | ------------------- | -------------------- | ------------ | ----------------- | -------- |
| VfL Gummersbach                 |                 | 10:10                   | 17:11             | 19:14               | 22:17                | 20:16        | 31:18             | 15:11    |
| TSV Grün-Weiß Dankersen         | 13:14           |                         | 29:18             | 12:10               | 19:90                | 18:10        | 23:12             | 16:80    |
| VfL Bad Schwartau               | 14:11           | 17:19                   |                   | 16:13               | 15:11                | 09:14        | 18:14             | 13:11    |
| TuS 05 Wellinghofen             | 12:14           | 11:13                   | 17:14             |                     | 17:17                | 15:12        | 18:15             | 14:11    |
| SC Phönix Essen 1920            | 15:17           | 12:14                   | 18:14             | 17:18               |                      | 16:15        | 29:18             | 21:17    |
| Hamburger SV                    | 17:21           | 09:12                   | 11:11             | 14:10               | 17:15                |              | 12:14             | 16:14    |
| TV Grambke Bremen               | 20:20           | 16:15                   | 14:15             | 19:14               | 19:20                | 21:14        |                   | 19:19    |
| THW Kiel                        | 14:17           | 12:14                   | 12:15             | 05:11               | 19:15                | 15:17        | 15:13             |          |
| Stand: 27. Januar 1973          |                 |                         |                   |                     |                      |              |                   |          |

#### Staffel Süd
| Rang | Verein                   | Sp. | S | U | N  | Tore    | Diff. | Punkte |
| ---- | ------------------------ | --- | - | - | -- | ------- | ----- | ------ |
| 1.   | Frisch Auf Göppingen (M) | 14  | 9 | 2 | 3  | 265:208 | +57   | 20:80  |
| 2.   | TV 05/07 Hüttenberg (A)  | 14  | 9 | 2 | 3  | 254:222 | +32   | 20:80  |
| 3.   | SG Dietzenbach           | 14  | 9 | 1 | 4  | 221:221 | 0     | 19:90  |
| 4.   | TV Großwallstadt         | 14  | 7 | 0 | 7  | 264:255 | +9    | 14:14  |
| 5.   | TSV 1896 Rintheim        | 14  | 6 | 1 | 7  | 228:233 | −5    | 13:15  |
| 6.   | SG Leutershausen         | 14  | 5 | 0 | 9  | 220:238 | −18   | 10:18  |
| 7.   | TSV Milbertshofen        | 14  | 4 | 2 | 8  | 204:225 | −21   | 10:18  |
| 8.   | Spvgg 1887 Möhringen     | 14  | 2 | 2 | 10 | 194:248 | −54   | 06:22  |

##### Kreuztabelle
Die Kreuztabelle stellt die Ergebnisse der Spiele der Staffel Süd dieser Saison dar.
Die Heimmannschaft ist in der linken Spalte, die Gastmannschaft in der oberen Zeile aufgelistet.
| Bundesliga 1972/73 Staffel Süd | Frisch Auf Göppingen | TV 05/07 Hüttenberg | SG Dietzenbach | TV Großwallstadt | TSV 1896 Rintheim | SG Leutershausen | TSV Milbertshofen | SpVgg 1887 Möhringen |
| ------------------------------ | -------------------- | ------------------- | -------------- | ---------------- | ----------------- | ---------------- | ----------------- | -------------------- |
| Frisch Auf Göppingen           |                      | 23:14               | 19:12          | 24:28            | 24:18             | 24:13            | 15:12             | 27:12                |
| TV 05/07 Hüttenberg            | 13:13                |                     | 25:16          | 21:18            | 20:15             | 19:14            | 25:23             | 18:12                |
| SG Dietzenbach                 | 17:14                | 13:10               |                | 18:16            | 18:16             | 18:15            | 14:13             | 18:18                |
| TV Großwallstadt               | 18:17                | 16:19               | 14:10          |                  | 18:20             | 23:22            | 16:14             | 20:16                |
| TSV 1896 Rintheim              | 15:15                | 17:16               | 13:16          | 19:28            |                   | 20:11            | 13:12             | 18:14                |
| SG Leutershausen               | 16:18                | 14:18               | 18:14          | 19:15            | 17:13             |                  | 11:12             | 19:13                |
| TSV Milbertshofen              | 12:21                | 14:14               | 15:19          | 18:17            | 14:13             | 19:15            |                   | 16:16                |
| SpVgg 1887 Möhringen           | 08:11                | 14:22               | 15:18          | 18:17            | 10:18             | 12:16            | 16:10             |                      |
| Stand: 27. Januar 1973         |                      |                     |                |                  |                   |                  |                   |                      |

| Legende |                                                               |
|         | Teilnehmer an der Endrunde um die deutsche Meisterschaft 1973 |
|         | Absteiger in die Regionalliga                                 |
| (M)     | Deutscher Handballmeister 1972                                |
| (A)     | Aufsteiger aus der Regionalliga                               |

## Endrunde um die deutsche Meisterschaft

### Halbfinale
Die Tabellenersten und -zweiten der Staffeln Nord und Süd nach dem 14. Spieltag qualifizierten sich für die Endrunde um die deutsche Meisterschaft und traten in vier Halbfinalspielen gegeneinander an.
Ergebnisse der Halbfinalbegegnungen
| Datum         | Team 1                  | Team 2                  | Ergebnis |
| ------------- | ----------------------- | ----------------------- | -------- |
| 10. Feb. 1973 | TV 05/07 Hüttenberg     | VfL Gummersbach         | 14:14    |
| 10. Feb. 1973 | TSV Grün-Weiß Dankersen | Frisch Auf Göppingen    | 18:14    |
| 17. Feb. 1973 | VfL Gummersbach         | TV 05/07 Hüttenberg     | 20:16    |
| 17. Feb. 1973 | Frisch Auf Göppingen    | TSV Grün-Weiß Dankersen | 18:50    |

### Finale
Das Spiel um die deutsche Meisterschaft wurde am 10. März 1973 zwischen dem VfL Gummersbach und Frisch Auf Göppingen vor etwa 12.500 Zuschauern in der Dortmunder Westfalenhalle ausgetragen. Deutscher Handballmeister 1973 wurde zum vierten Mal in der Vereinsgeschichte die Mannschaft vom VfL Gummersbach, die das Team von Frisch Auf Göppingen mit 21:18 besiegte.
Ergebnis der Finalbegegnung
| Datum         | Team 1          | Team 2               | Ergebnis |
| ------------- | --------------- | -------------------- | -------- |
| 10. März 1973 | VfL Gummersbach | Frisch Auf Göppingen | 21:18    |

#### Meistermannschaft
| 1. | VfL Gummersbach                              |
|    | - Mannschaft: TBA - Trainer: Djordje Vucinić |